# Verwilghen (famille)
Pour les articles homonymes, voir Verwilghen.
La famille Verwilghen est une famille notable et noble belge.

## Histoire
L'ancêtre de la famille est Petrus Verwilghen (1570-1639) de Waasmunster. Son descendant Franciscus Verwilghen (°1682) devient le géniteur de la famille qui jouera un rôle important dans la société belge. Avec Pierre-Antoine Verwilghen et Karel Verwilghen, la famille a occupé des positions clés dans la vie politique à des moments charnières de l'histoire belge,.
La famille a des alliances avec les familles Hemelaer, de Knyff, de Halleux, Janssens de Varebeke, de Wilde d'Estmael, Borginon, Lindemans, Everaet, Somville, de Meeûs d'Argenteuil, Christiaen et Henry de Frahan.
Le 15 janvier 1931 Alfons Verwilghen est anobli par le roi Albert Ier qui lui octroie concession de noblesse héréditaire avec titre de baron transmissible par ordre de primogéniture masculine,.

## Membres importants
Les membres de la famille qui ont joué un rôle important sur la scène publique sont :
- Pierre-Antoine Verwilghen (1796-1846), membre du Congrès national et membre de la Chambre des représentants (1843-1846) ;
- Stanislas Verwilghen (1829-1907), banquier et membre de la Chambre des représentants (1857-1898) ;
- Alfons Jean Ferdinand Marie Verwilghen (1862-1933), banquier et président de la Ligue démocratique belge (1917-1920) ;
- Karel Verwilghen (1883-1979), secrétaire général du Travail et de la Sécurité sociale (1934-1942) et pendant les années de guerre membre du Comité des secrétaires généraux (1940-1942) ;
- Hubert Verwilghen (1883-1955), gouverneur provincial de la province du Limbourg (1910-1928) et chef de cabinet du roi Baudouin (1951-1955) ;
- Raphaël Verwilghen (1885-1963), urbaniste et architecte influent ;
- Marc Verwilghen (1952), homme politique libéral, ministre dans plusieurs cabinets (1999-2007), membre de la Chambre des représentants (1991-1999) et sénateur (2007-2010).